# Калеников, Иван Емельянович
Иван Емельянович Калеников (1912—1969) — Гвардии полковник Советской Армии, участник Великой Отечественной войны, Герой Советского Союза (1944).

## Биография
Родился 19 ноября 1912 года в Гомеле. После окончания десяти классов школы работал котельщиком на заводе. В 1933 году был призван на службу в Рабоче-крестьянскую Красную Армию. В 1937 году он окончил Саратовское танковое училище.
С первого дня Великой Отечественной войны — на фронтах Великой Отечественной войны. Принимал участие в боях на Западном, Юго-Западном, Воронежском, 1-м Украинском фронтах, в сентябре 1942 года был тяжело ранен. К ноябрю 1943 года гвардии майор был заместителем командира 55-й гвардейской танковой бригады (7-го гвардейского танкового корпуса, 3-й гвардейской танковой армии, 1-го Украинского фронта). Отличился во время освобождения Киева.
В период с 4 по 7 ноября 1943 года руководил передовым отрядом бригады, который перерезал шоссе Киев—Житомир, благодаря чему немецкие войска потеряли возможность отступать по нему. В тех боях отряд уничтожил около 300 немецких солдат и офицеров и взял в плен ещё около 500. В дальнейшем, когда бригада действовала в немецком тылу, умело управлял её подразделениями.
Указом Президиума Верховного Совета СССР «О присвоении звания Героя Советского Союза генералам, офицерскому, сержантскому и рядовому составу Красной Армии» от 10 января 1944 года за «образцовое выполнение боевых заданий командования на фронте борьбы с немецкими захватчиками и проявленные при этом отвагу и геройство» гвардии майор Иван Калеников был удостоен высокого звания Героя Советского Союза с вручением ордена Ленина и медали «Золотая Звезда».
В 1944 году окончил курсы усовершенствования командного состава при Военной академии бронетанковых войск, после чего продолжал участие в боях на той же должности. С 5 марта 1945 года исполнял должность командира 55-й гвардейской танковой бригады, 22 апреля 1945 года был тяжело ранен и эвакуирован в госпиталь. После окончания войны он продолжил службу в Советской Армии. С июня 1945 года служил заместителем командира 91-го танкового и 80-го гвардейского тяжёлого танко-самоходного полков (Центральная ГВ). С июля 1946 года — командир 80-го гвардейского тяжёлого танко-самоходного полка 9-й гвардейской механизированной дивизии. С апреля 1948 года — руководитель по БТ и МВ, заместитель начальника Объединённых КУОС ГСОВГ. С сентября 1949 года — заместитель начальника Объединённых КУОС Прибалтийского ВО.
В 1957 году был уволен в запас в звании полковника. Проживал в Риге, работал диспетчером на одном из заводов. Скончался 14 августа 1969 года. 

## Семья
Его отец Емельян Иванович возглавлял группу подпольщиков на Гомельском жирокомбинате во время Великой Отечественной войны, был убит оккупантами за молчание на допросе.
Его младшие братья Зарьян (1913 г.р.) и Константин (1920 г.р.) также воевали — Зарьян дослужился до капитана, а Константин умер на фронте от болезни в 1942 году, похоронен в Мурманске.

## Награды
Был также награждён тремя орденами Красного Знамени, орденами Отечественной войны I степени, Красной Звезды, Военным крестом Чехословакии и рядом медалей.

## Память
- Мемориальная доска установлена в городе Гомель на здании школы № 2, в которой учился И. Е. Калеников (улица Ильича).
- В 2012 году одной из улиц в Новобелицком районе г. Гомеля присвоено имя И. Е. Каленикова[5].
- Стела в честь И. Е. Каленикова установлена на Аллее Героев в Гомеле (ул. Советская)[6][7].